# Bouworde

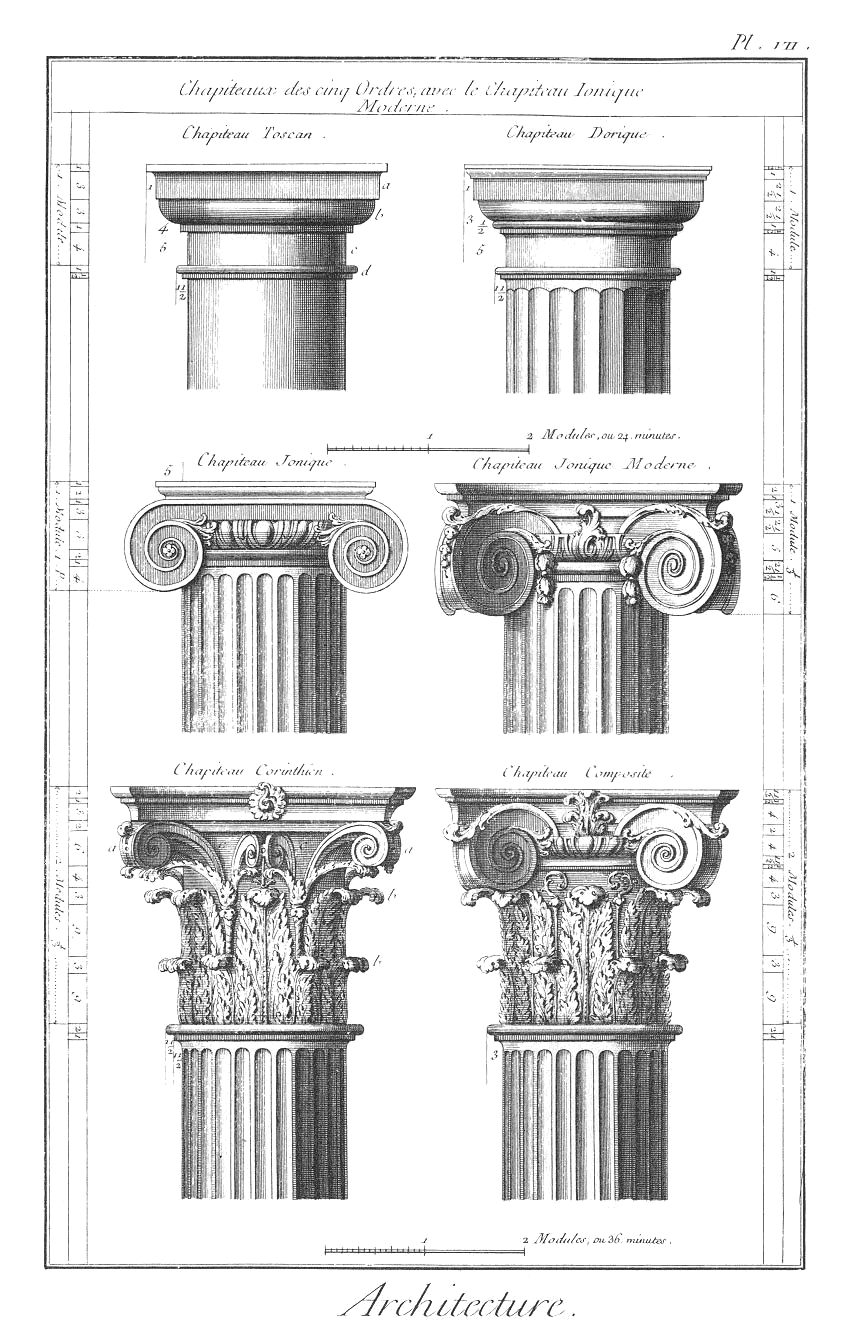
Klassieke voorbeelden van kapitelen: a.Toscaans; b.Romeins-Dorisch; c.Ionisch; d.Modern Ionisch; e.Korinthisch; f.Composiet

Een (klassieke) bouworde is een van de oude stijlen van de klassieke architectuur, ieder gekenmerkt door de proporties en karakteristieke profielen en details, en het meest gemakkelijk herkenbaar door het type zuil dat er gebruikt is. De pilarenorde, zuilenorde of pilasterorde heeft betrekking op het hiërarchisch gebruik van vijf verschillende stijlen van de pilaar of zuil. Bij het gebruik van pilaren werd de juiste rangschikking hiervan het grote hoofdthema van de architectuur in de renaissance.
Vanaf de 16e eeuw en later erkennen architecturale theoretici vijf bouworden. De oorsprong van de orden ligt in het oude Griekenland, en later aangepast door de Romeinen. Elke stijl heeft een onderscheidend kapiteel en hoofdgestel. Wat ook zeer bijzonder is aan zuilen is dat er een verschil zit tussen een mannelijke of vrouwelijke zuil, zie eerste plaatje van tekeningen: de rechterkant is vrouwelijk.

## Geschiedenis
Het was de Romeinse architect Vitruvius die het gebruik van Griekse bouwvormen promootte in zijn architectuurboek De Architectura Libri Decem (De tien boeken van architectuur en in het Nederlands in 2008 verschenen als Handboek Bouwkunde). Hierin beschreef hij ook het gebruik van de pilaar of zuil.  Het werk van Vitruvius was echter verminkt overgeleverd. Zo ontbraken de tekstverduidelijkende afbeeldingen.
Velen trachtten de ware ideeën van Vitruvius met betrekking tot de regels voor de ideale compositie van een gebouw, de constructie en de versieringen ervan te achterhalen. En ieder gaf zijn interpretatie hoe Vitruvius het volgens hem bedoeld zou hebben.
Zo publiceerden architecten als Leon Battista Alberti (1404-1472), Cesare Cesariano (1476/78-1543) en Sebastiano Serlio (1475-1553/55) hun ideeën in architectuurboeken. Deze staan ook bekend als (architectuur)traktaat, bouwordenboek, zuilenboek, voorbeeldboek en modelboek. In 1562 gaf Giacomo Barozzi da Vignola (1507-1573) zijn Regola delli cinque ordini di architettura (De vijf orden van de architectuur) uit. Het bevatte 32 platen die voorbeelden gaven van gebouwen die enkele van de pilaarstijlen hadden, waaronder het Pantheon dat de Korinthische pilaar heeft en het theater van Marcellus (beiden in Rome) dat de Dorische pilaar heeft. Het werd met toegevoegde illustraties meermaals in verschillende talen herdrukt.
De geleerde Daniele Barbaro (1513-1570) was in 1547 begonnen aan een Vitruvius-vertaling met daarbij zijn uitvoerige commentaar en ideeën. Barbaro publiceerde in 1556 een Italiaanse vertaling met commentaar. In 1567 gaf hij een Latijnse editie uit. Barbaro erkende echter dat de diepgaande kennis op het gebied van architectuur en archeologie van de architect Andrea Palladio (1508-1580) had bijgedragen aan dit werk. De zo ontbeerde tekstverduidelijkende illustraties die Palladio hier speciaal voor maakte, getuigen daarvan. Het werd zo de meest accurate versie van Vitruvius tot dan toe.
Palladio zelf beschreef de stijlvormen van de pilaren in zijn architectuurboek uit 1570 I quattro libri dell'architettura (De vier boeken van architectuur). Zijn navolger Vincenzo Scamozzi (1548-1616) gaf, voortbordurend op Palladio, een voorbeeldboek uit dat in zijn geheel uitgebreid over de pilaar en zuil ging L’idea della Architettura Universale (1615). Vooral het praktische gedeelte ervan werd meermaals herdrukt, soms in zakformaat voor gebruik ‘op de werkvloer’. Zo was er de uitgave van Symon Bosboom uit 1657, Cort onderwys vande Vijf Colommen. Scamozzi's boek verscheen in 2008 als De grondgedachte van de universele bouwkunst. Klassieke zuilenorden.

## Opzet
De verschillende pilaarstijlen zouden op een hiërarchische manier aan een gebouw moeten worden aangebracht. Dit al naargelang de belangrijkheid. In architectuurboeken wordt dan ook een vaste rangschikking aangegeven volgens welke men de pilaren diende aan te brengen. Deze wordt ook wel met ‘superpositie’ aangeduid. De term ‘orde’ wijst dan ook op een ‘schikking volgens een bepaald systeem’.
Onder deze ordening van de pilaren worden vijf verschillende stijlen van de pilaar of zuil gerekend. Ze hebben hun eigen voorgeschreven maatvoering en voorgeschreven bijbehorende kenmerkende versieringen, zoals aan het hoofdeind, het kapiteel. Scamozzi zette de schikking op van laag (beneden) naar hoog (naar boven): de Toscaanse pilaar of pilaar van de Toscaanse orde, omdat deze geen enkele versiering heeft. Dan de Dorische pilaar of pilaar van de Dorische orde, omdat deze ‘dragend’ ‘mannelijk robuust’ is, met een kussenachtig kapiteel. Daarboven komt de Ionische pilaar of de pilaar van de Ionische orde. Deze heeft een kapiteel in de vorm van een ramshoren. Deze wordt gevolgd door de Composiete pilaar of pilaar van de Composiete orde, ook Romeinse pilaar of pilaar van de Romeinse orde genoemd. Deze heeft een kapiteel in de vorm van een versmelting van een ramshoren en de bladeren van de acanthus. Deze heeft ook het kapiteel van de Korinthische pilaar of zuil, de Korinthische orde, die in de hiërarchie van de pilarenorden bovenaan staat.

## Types
Variërend van de gezette primitiefste tot aan de rijkste en slankste, zijn dit (hier rechts getoond) de:
- Toscaanse orde (ook wel Tuskisch) (Romeins),
- Dorische orde (Grieks en Romeins) (rechts de Romeinse versie getoond)
- Ionische orde (Griekse versie)
- Ionische orde (Romeinse versie)
- Korinthische orde (Grieks en Romeins)
- Composiete orde (Romeins)

Er zijn echter slechts drie antieke en originele orden in de architectuur, de Dorische, Ionische en de Korinthische, die uitgevonden waren door de Grieken. Aan deze drie voegden de Romeinen de Toscaanse orde, die veel simpeler was dan de Dorische, en de Composiete orde toe, die meer ornamentiek had dan de Korinthische.
De bouworde van een klassiek gebouw is vergelijkbaar met de modus of sleutel van de klassieke muziek, of de grammatica en de retorica van een geschreven compositie. Ze is opgebouwd uit verschillende modules zoals de intervallen van muziek, en het wekt bepaalde verwachtingen in een publiek afgestemd op de taal.
De drie onderdelen van een zuil zijn het basement, de schacht en het kapiteel. De horizontale structuur die wordt gedragen door de zuilen wordt het hoofdgestel genoemd, en bestaat uit de architraaf, fries en kroonlijst.
Het basement bestaat uit het stylobaat (de platte vloer waarop de zuilen geplaatst zijn), de sokkel (een blok, vaak vierkant, soms rond, die het onderste deel van het basement vormt), en lijstwerk met profielen. Bekende voorbeelden zijn de convexe torus en de concave scotia, gescheiden door banden.
Op de top van het basement is de schacht verticaal geplaatst. De schacht is rond van vorm en zowel lang als smal. De schacht wordt soms benadrukt met verticale holle groeven of cannelures. De schacht is aan de voet wijder dan aan de top, vanwege zijn entasis die begint op een derde van onder af aan omhoog, onmerkbaar maakt dit de column iets slanker aan de top.
Het kapiteel rust op de schacht. Het heeft een dragende functie, die het gewicht van het hoofdgestel op de ondersteunende kolom concentreert, maar het in de eerste plaats heeft het een esthetisch doel. De eenvoudigste vorm van het kapiteel is de Dorische, bestaande uit drie delen. De insnoering is de voortzetting van de as, maar is visueel gescheiden door een of meerdere groeven. Het lijstwerk ligt boven op de insnoering. Het is een cirkelvormig blok dat naar buiten uitstulpt naar de bovenzijde ter ondersteuning van de abacus, dat vierkant of een gevormd blok is dat op zijn beurt het hoofdgestel ondersteunt.
Het hoofdgestel bestaat uit drie horizontale lagen, die ieder visueel van elkaar gescheiden worden met behulp van sierlijsten of banden. De drie lagen van het hoofdgestel hebben verschillende namen: de architraaf komt op de bodem, het fries in het midden en de gevormde kroonlijst ligt op de top. In Romeinse en postrenaissance werken kan het hoofdgestel worden uitgevoerd van kolom tot kolom in de vorm van een boog die voortkomt uit de kolom die het gewicht draagt, met behoud van haar eventuele scheidingen en sculpturale verrijkingen.

## Afmetingen
De hoogte van de zuilen zijn berekend in termen van een verhouding tussen de diameter van de schacht aan de basis en de hoogte van de zuil. Een Dorische zuil kan worden omschreven als zeven diameters hoog, een Ionische zuil acht diameters hoog en een Korinthische zuil negen diameters hoog. Soms wordt dit geformuleerd als "lagere diameters hoog", om vast te stellen welk deel van de schacht is gemeten.

## Griekse bouworden
Er zijn drie onderscheiden bouworden in de oude Griekse architectuur: de Dorische, de Ionische en de latere Korinthische. Deze drie werden door de Romeinen overgenomen en veranderden hun kapitelen. De Romeinse overname van de Griekse orden vond plaats in de 1e eeuw voor Christus. De drie oude Griekse orden zijn sindsdien consequent gebruikt in de neoklassieke Europese architectuur.
Soms wordt de Dorische orde beschouwd als de oudste orde, maar er is geen bewijs om dit te ondersteunen. Integendeel, de Dorische en Ionische orden lijken te zijn verschenen rond dezelfde tijd, de Ionische in het oosten van Griekenland en de Dorische in het westen en het vasteland.
Zowel de Dorische en de Ionische orde lijken te zijn ontstaan in hout. De tempel van Hera in Olympia is de oudste goed bewaard gebleven tempel van Dorische architectuur. Het werd gebouwd net na 600 v. Chr. De Dorische orde spreidde zich later uit over Griekenland en Sicilië, waar het de belangrijkste bouworde was voor monumentale architectuur voor 800 jaar lang.

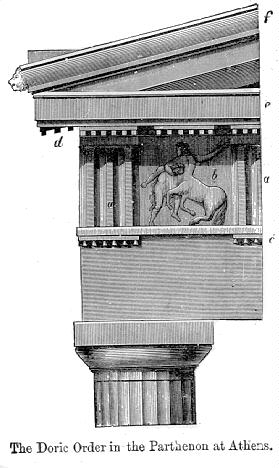
De Dorische orde van het Parthenon

### Dorische orde
De Dorische orde is ontstaan op het vasteland en het westen van Griekenland. Het is de eenvoudigste van de bouworden, gekenmerkt door korte, met facetten, zware kolommen met duidelijke, ronde kapitelen (toppen) en geen basement. Met een hoogte die slechts vier tot acht keer de diameter bedraagt, zijn de kolommen het meest plomp van alle orden. De schacht van de Dorische orde wordt uitgehold door 20 groeven. Het kapiteel bestaat uit een insnoering die van eenvoudige vorm is. Het lijstwerk is convex en het abacus is vierkant.
Boven het kapiteel bevindt zich een vierkante abacus die het kapiteel verbindt met het hoofdgestel. Het hoofdgestel is verdeeld in drie horizontale registers, het onderste deel daarvan is ofwel glad of gedeeld door horizontale lijnen. De bovenste helft is onderscheidend voor de Dorische orde. De fries van het Dorische hoofdgestel is verdeeld in trigliefen en metopen. Een triglief is een eenheid die bestaat uit drie verticale banden die worden gescheiden door groeven. Metopen zijn effen of gesneden reliëfs.
De Griekse vormen van de Dorische orde komen voor zonder een individueel basement. In plaats daarvan worden direct geplaatst op de stylobaat. Latere vormen echter kwamen met de conventionele basis bestaande uit een sokkel en een torus. De Romeinse versies van de Dorische orde hebben kleinere proporties. Als gevolg daarvan lijken ze lichter te zijn dan de Griekse orden.

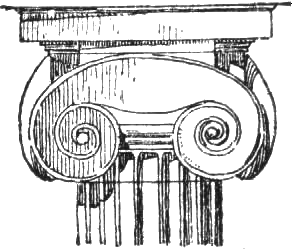
Ionische orde

### Ionische orde
De Ionische orde kwam uit oostelijk Griekenland, waar de oorsprong vervlochten is met de soortgelijke, maar weinig bekend Aeolische orde. Het onderscheidt zich door slanke, gegroefde zuilen met een groot basement en twee tegengestelde voluten (rollen of krullen) in het lijstwerk van het kapiteel. het lijstwerk zelf is versierd met een ei-en-pijl-motief. De Ionische schacht wordt geleverd met vier meer groeven dan de Dorische tegenhanger (totaal 24). Het Ionische basement heeft twee convexe sierlijsten genaamd tori die worden gescheiden door een scotia.
De Ionische orde wordt ook gekenmerkt door een entasis, een gebogen taps toelopend in de zuilschacht. Een zuil van de ionische orde is negen of lager diameters. De schacht zelf is acht diameters hoog. De architraaf van het hoofdgestel bestaat gewoonlijk uit drie getrapte banden (fasciae). De fries bestaat zonder de Dorische triglief en metoop. De fries komt soms met een continue ornament, zoals gebeeldhouwde figuren.

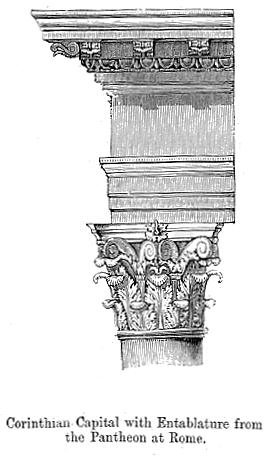
Korinthische orde

### Korinthische orde
De Korinthische orde is de meest sierlijke van de Griekse orden, gekenmerkt door een slanke geribbelde zuil met een sierlijke kapiteel versierd met twee rijen acanthusbladeren (acanthusmotief) en vier rollen. Het wordt algemeen beschouwd als de meest elegante van de drie orden. De schacht van de Korinthische orde heeft 24 groeven. De kolom wordt over het algemeen tien diameters hoog.
De Romeinse schrijver Vitruvius crediteerde de uitvinding van de Korinthische orde aan Callimachus, een Griekse beeldhouwer van de 5de eeuw v. Chr. Het oudst bekende gebouw gebouwd volgens deze orde is het Monument van Lysicrates in Athene, gebouwd van 335 tot 334 v. Chr. De Korinthische orde werd verhoogd van rang door de geschriften van Vitruvius in de 1e eeuw voor Christus.

## Romeinse orden
De Romeinen namen alle Griekse orden over en ontwikkelden ook twee eigen orden, in principe een wijziging van de Griekse orden. De Romeinen vonden ook de uitvinder van de bovenop plaatsende orde. Een bovenop plaatsende orde is wanneer de opeenvolgende verdiepingen van een gebouw verschillende orden te hebben. De zwaarste orden waren aan de onderkant, terwijl de lichtste aan de top kwam. Dit betekent dat de Dorische orde de orde van de begane grond was, was de Ionische orde die voor de middelste verdieping, terwijl de Korinthische of de Composiete orde werd gebruikt voor de bovenste verdieping.

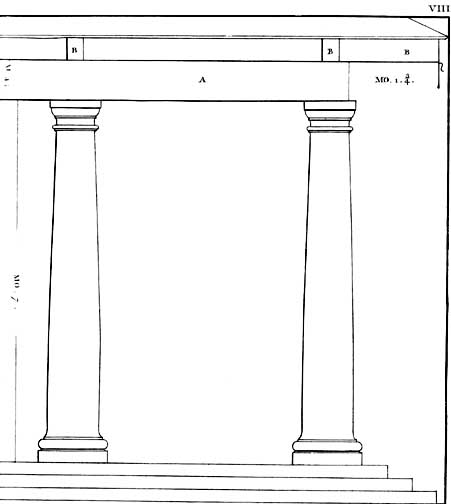
Toscaanse orde

### Toscaanse orde
De Toscaanse order heeft een zeer eenvoudige ontwerp, met een gewone schacht en een eenvoudige kapiteel, basement en fries. Het is een vereenvoudigde aanpassing van de Dorische orde door de Romeinen. De Toscaanse orde kenmerkt zich door een ongegroefde schacht en een kapiteel dat slechts bestaat uit lijstwerk en een abacus. In proporties is het vergelijkbaar met de Dorische orde, maar over het algemeen is het beduidend eenvoudiger. De zuil is normaal gesproken zeven diameters hoog. Vergeleken met de andere orden, lijkt de Toscaanse orde de meest solide.

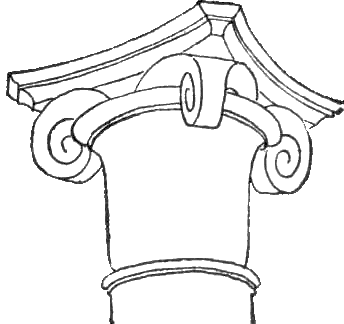
Composiete orde in I quattro libri dell'architettura van Andrea Palladio uit 1570

### Composiete orde
De Composiete orde is een gemengde orde door het combineren van de voluten van de Ionische met de bladeren van de Korinthische orde. Tot de renaissance was het niet gerangschikt als een afzonderlijke orde. In plaats daarvan werd beschouwd als een laat-Romeinse vorm van de Korinthische orde. De zuil van de Composiete orde is tien diameters hoog.

## Historische ontwikkeling van de orden

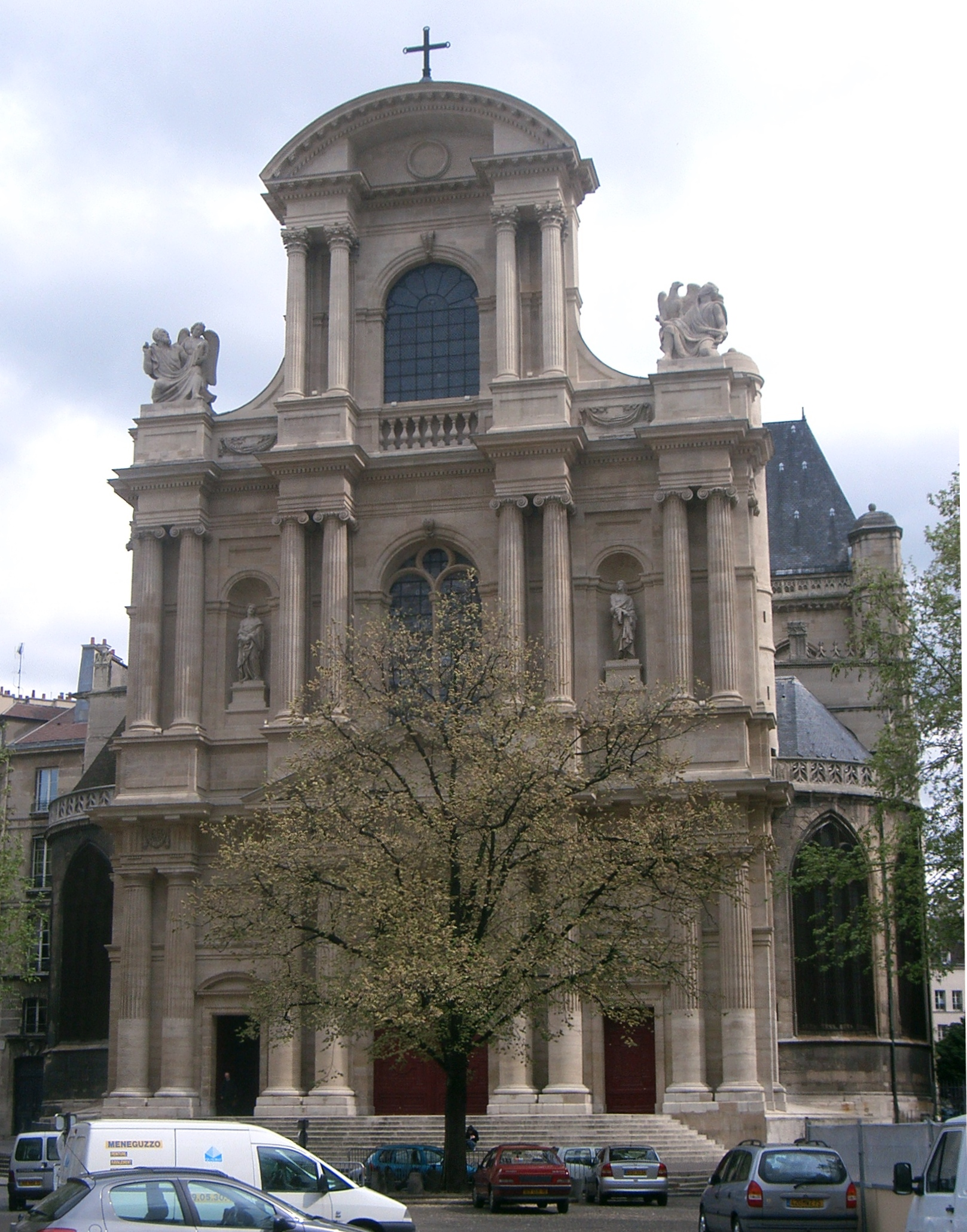
De Église Saint-Gervais-Saint-Protais in Parijs toont zuilen van de drie orden: Dorische op de begane grond, Ionische op de tweede verdieping, Korinthische op de derde verdieping.

De renaissanceperiode zag hernieuwde interesse in de ruïnes achtergelaten door de oude culturen van Griekenland en Rome, en de vruchtbare ontwikkeling van een nieuwe architectuur die gebaseerd is op de klassieke principes. Het handboek van De architectura door de Romeinse schrijver, architect en ingenieur Vitruvius, is het enige architecturale schrijven dat de Oudheid overleefde. Herontdekt in de 15e eeuw, werd Vitruvius meteen bejubeld als de autoriteit op het klassieke orden en over architectuur in het algemeen.
Architecten in de renaissance en de barok in Europa baseerden hun regels op de voorschriften van Vitruvius. Wat werd toegevoegd waren de regels voor het gebruik van de klassieke orden, en de precieze verhoudingen van de orders tot in het kleinste detail. Commentaar op de geschiktheid van de orders voor tempels gewijd aan bepaalde goden (Vitruvius I.2.5) werden uitgewerkt door renaissance-theoretici, met Dorische gekarakteriseerd als vet en mannelijk, Ionische als matrone, en Corinthische als maagdelijke.
De Kolossale orde werd uitgevonden door architecten in de renaissance. De Kolossale orde wordt gekenmerkt door kolommen die de hoogte van twee of meer verdiepingen bestrijken.

## Vignola's orden
Al volgende van de voorbeelden van Vitruvius en de vijf boeken van de Regole generali d'architettura door Sebastiano Serlio die vanaf 1537 werden gepubliceerd, produceerde Giacomo Barozzi da Vignola een architecturaal regelboek die praktischer dan de vorige twee boeken, die meer filosofisch van aard. Zijn Regola delli cinque ordini di erchitettura (De Vijf Orden van de architectuur) uit 1562 wordt beschouwd als een van de meest succesvolle architectonische studieboeken ooit geschreven, ondanks het feit dat er geen tekst in voorkwam met uitzondering van de noten en de introductie. Het boek bestond simpelweg uit een inleiding, gevolgd door 32 geannoteerde platen, met illustratie van het Pantheon ter illustratie van de Korinthische orde en het theater van Marcellus voor de Dorische orde. Latere edities hadden meer illustraties. Rond 1700 was het boek 15 keer herdrukt in het Italiaans, en werd vertaald in het Nederlands, Engels, Frans, Duits, Russisch en Spaans.
In elke periode werden de orden op een eigen manier geïnterpreteerd. De architectuur van elke volgende periode van de Europese bouwkunst was gebaseerd op de klassieke orden. In de latere 18e eeuw werden de regels van de renaissance en de barok buiten beschouwing gelaten en het oorspronkelijke gebruik van de herziene orden werd nieuw leven ingeblazen, gebaseerd op onderzoek van de eerste hand naar de ruïnes van de klassieke oudheid - vaak geprezen als het 'juiste' gebruik van de orden.
In Amerika werd de The American Builder's Companion geschreven door de architect Asher Benjamin aan het begin van de 19e eeuw en beïnvloedde vele bouwers in de oostelijke staten, met name degenen die de zogenaamde federale stijl ontwikkelden.
De breuk met de klassieke mode kwam eerst met de neogotiek, daarna is er de ontwikkeling van het modernisme in de 19e eeuw. Het Bauhaus promootte zuiver functionalisme, ontdaan van overbodige versiering, en dat is uitgegroeid tot een van de definiërende kenmerken van de moderne architectuur. Er zijn enkele uitzonderingen. Postmodernisme introduceerde een ironisch gebruik van de orden als culturele referentie, gescheiden van de strikte regels van de compositie. Aan de andere kant werken een paar beoefenaars, zoals Quinlan Terry, nog steeds in een traditioneel klassiek idioom.

## Invloed Palladio
Het was Palladio die de bouwkundige principes van Vitruvius op eigentijdse praktische wijze wist te herintroduceren.  Hij gaf zijn ontwerpen kenmerken van op de Griekse bouwkunst gebaseerde gebouwen van de Romeinse bouwkunst. Hiermee ontwikkelde hij onder andere zijn beroemde buitenhuizen, Palladiaanse villa’s in Veneto, het platteland bij Venetië in Noord-Italië.
Zo was hij het die daar als eerste vanaf zijn derde Villa Gazotti een fronton als van een tempel op een ‘woonhuis’ zette. Ook gebruikte hij bij zijn latere villa’s de pilaar of zuil. Zo gaf hij een huis de allure van een tempel. Daarmee had hij het daar traditioneel gebouwde huis opzienbarend getransformeerd. Pilaren hadden door het gebruik van stenen muren geen dragende functie meer. Daarom  gebruikte hij ze meest als opening van een zogenoemde loggia, bijvoorbeeld als toegangsportaal. Daarbij gebruikte hij de orden op de hiërarchische manier zoals was vastgesteld. De hoogste twee orden stonden daarbij bij Palladio in omgekeerde volgorde.
Palladio bracht ook als eerste in Veneto ter versiering aan de muurvlakken de pilaster aan. Dit zijn tegen de muur geplaatste van pilaren afgeleide platte pilaren. Dit was dan ook weer een verwijzing naar het vroegere gebruik van de pilaar. Mede door de wijdverbreide verspreiding van Palladio’s voorbeeldboek, evenals dat van Scamozzi, zou het gebruik van de pilaren of pilasterorden wereldwijd eeuwenlang nagevolgd worden. Het hiërarchisch gebruik van de pilarenorden werd dan ook een belangrijk kenmerk van de bouwstijl van het classicisme.

## In de praktijk
Het gebruik van de pilaar of zuil] als los element is meest beperkt tot het openen van een toegangsportaal. Deze bracht men vaak aan bij stadhuizen en gerechtsgebouwen en dergelijke. Daarbij gebruikte men dan ook veelal de pilaar van hoog in de hiërarchie staande orden. Maar meestal bracht men ter versiering aan de muurvlakken halfzuilen (plat tegen de muur geplaatste halfronde zuil of pilaar of pilasters) aan. Bij wat bredere gebouwen beperkte men zich soms tot het gebruik van één orde. Daarbij was het niet ongebruikelijk het halfzuil of pilaster over de gehele gevel of over twee verdiepingen te laten doorlopen, een kolossale orde of kolossaalorde genoemd. Soms kreeg een gebouw er zelfs twee boven elkaar.
Bij het gebruik van pilaren of pilasters per verdieping wordt gesproken over een pilaarstapeling of pilaarstelling of pilasterstapeling of pilasterstelling. Hét voorbeeld hiervan was het Colosseum in Rome uit 75-80 na Christus. Het heeft in de vorm van halfzuilen de schikking van de Dorische orde, de Ionische orde en de Korinthische orde.
Weinig gebouwen hadden het aantal van vijf verdiepingen waardoor alle vijf de orden konden worden gebruikt. Daarom was het toegestaan tussen de orden telkens één orde over te slaan. Bij het gebruik van pilasters was zelfs meer vrijheid toegestaan.
Maar ondanks dat ging men vaak wel heel losjes met de juiste rangschikking van de orden om. Bij een gebouw met een verdieping als zolder of halfetage (mezzanine) bijvoorbeeld liet met de pilaster van de onderliggende verdieping gemakshalve maar dat stukje daarover doorlopen. Ook lijkt het dat de keuze van een orde vaak meer door de schoonheid werd bepaald dan door de hiërarchie.
Soms werden de kenmerkende versieringen, zoals het Kapiteel, van de orden zodanig kunstzinnig door steenhouwers uitgevoerd dat de toegepaste orden moeilijk te onderscheiden zijn. In het laatste kwart van de 17e eeuw waren er architecten die soberheid voorstonden. Daarom lieten zij de muurvlakken van hun gebouwen onversierd en gebruikten dan ook de pilarenorden niet.

## In Nederland
Geïnspireerd door de uitgave van de Vitruvius-editie van Cesare Cescariano in 1521 werd in Nederland al vroeg de pilarenorden gebruikt. Later werden de boeken van Palladio en Scamozzi gebruikt. Zo kregen de kerktoren van de Sint-Nicolaaskerk in IJsselstein in 1532 en de galerijen aan de binnenplaats van het kasteel van Breda vanaf 1540 de orden in de schikking Dorische orde, Ionische orde en Korinthische orde. Ook Hendrick de Keyser (1565-1621) gaf het stadhuis van Delft in 1618 deze schikking van orden. De (later weer gewijzigde) gevel van het bestaande huis Hazenberg in Utrecht kreeg in 1546 bij de verbouwing tot stadhuis een pilasterstapeling van de Dorische orde, de Ionische orde en de Composiete orde.
Het Mauritshuis in 's Gravenhage uit 1633 heeft aan elke zijde een kolossaalorde in de vorm van pilasters van de Ionische orde. Als kolossaalorde kreeg de façade van het prestigieuze voormalig Stadhuis van Amsterdam, nu Paleis op de Dam, rond 1650 over twee maal twee verdiepingen, pilasters van de twee hoogste orden, de Composiete orde en de Korinthische orde.
In Amsterdam werden aan vele gevels in allerlei variëteiten de pilarenorden gebruikt, onder andere door de architect Philips Vingboons (1607-1678). Hij had waarschijnlijk een vertaald manuscript van het gedeelte over de pilaren uit het boek van Palladio in bezit, Verhandeling van de vijf orden der bouwkunst...getrocken uyt den beroemden Italiaenischen Bouwmeester A. Palladio.
Drie orden werden toegepast aan het stadhuis van Maastricht in 1664. Als een van de weinige gebouwen kon het zogenoemde voormalig Statencollege (nu Westfries museum) in Hoorn in 1632 voorzien worden van vier van de orden. In 1537 werden aan de façade van de Sint-Antoniuskathedraal in Breda zelfs alle vijf de orden aangebracht.
Bij de voorgevel van het stadhuis van Deventer werden de pilarenorden niet gebruikt omdat het in 1693-'94 in het 'pilasterloze tijdperk' werd ontworpen. Zelfs de pilaren van het eenvoudige toegangsportaal hebben geen enkele versiering. Daarna echter herleefde het gebruik van de pilarenorden weer.
De zuil als losstaand element werd gebruikt in toegangsportalen van gerechtshoven, stadhuizen, kerken en vele andere bouwwerken. Het Paleis van Justitie in Leeuwarden uit 1648-1852 heeft de bij de belangrijkheid van het gebouw passende Korinthische orde. Het portaal van het stadhuis van Groningen uit 1802-1810 heeft de Composiete orde.
De Sint-Johannes-de-Doperkerk of zogenoemde Havenkerk in Schiedam uit 1825 heeft een toegangsportaal met pilaren van de Dorische orde. In Schiedam en omgeving werkte daarvóór de architect Jan Giuduci (1746-1819) in de bouwstijl van het classicisme, tijdwijze ook neo-classicisme genoemd. Hij gaf onder andere het Sint-Jacobsgasthuis (nu Stedelijk Museum Schiedam) daar een toegangsportaal met pilaren van de Korinthische orde. In Kampen bouwde en verbouwde de architect Nicolaas Plomp (1783-1852) veel in de bouwstijl van het classicisme. Hij gaf de Lutherse kerk in 1843 ook een toegangsportaal met pilaren van de Dorische orde.
In alle genoemde steden, elders en overal ter wereld is de bouwstijl van het classicisme en het gebruik van de pilarenorden dan ook eeuwenlang in vele variëteiten toegepast.